# Стрефецца, Габриэл
Габриэ́л Таде́у Стрефе́цца Ребела́то (порт.-браз. Gabriel Tadeu Strefezza Rebelato более известный, как Габриэл Эспе́то порт.-браз. Gabriel Espeto; родился 18 апреля 1997 года в Сан-Паулу, Бразилия) — бразильский футболист, вингер клуба «Комо».

## Клубная карьера
Эспето — воспитанник клуба «Коринтианс». В 2016 году Габриэл подписал контракт с итальянским клубом СПАЛ. 31 марта 2017 года в матче против «Авеллино 1912» он дебютировал в итальянской Серии B. Летом того же года Эспето в поисках игровой практики на правах аренды перешёл в «Юве Стабия». В матче против «Паганезе» он дебютировал в итальянской Серии C. 3 декабря в поединке против Касертаны Габриэл забил свой первый гол за Юве Стабия.
Летом 2018 года Эспето был арендован «Кремонезе». 31 августа в матче против «Палермо» он дебютировал за новый клуб. В этом же поединке Габриэл забил свой первый гол за «Кремонезе».
По окончании аренды Эспето вернулся в СПАЛ. 15 сентября в матче против «Лацио» он дебютировал в итальянской Серии A. 21 декабря в поединке против «Торино» Габриэл забил свой первый гол за СПАЛ.